# Aspen (magazine)
 (mai 2016).
Pour les articles homonymes, voir Aspen (homonymie).
Aspen est un magazine américain.

## Historique
Aspen a été créé en 1965 par Phyllis Johnson lors d'un séjour à la station de ski d'Aspen aux États-Unis,. Ce magazine a été le premier magazine prenant la forme d'un multiple, développé sous plusieurs dimensions. Il était édité sous la forme d'une boîte dans laquelle on pouvait trouver différents supports éditoriaux (cartes postales, affiches, enregistrements sonore, films etc.). 
Aspen a été publié de manière irrégulière entre 1965 et 1971 avec, pour chaque publication, un nouveau concepteur et éditeur.
Il y a eu en tout dix numéros et plusieurs artistes ayant marqué l'histoire de l'art du XXe siècle tels qu'Andy Warhol et David Dalton (pour le numéro 3), Quentin Fiore (pour le numéro 4) ainsi que les artistes membres du mouvement Fluxus tels que Georges Maciunas (fondateur du mouvement) et Dan Graham (pour le numéro 8) y ont contribué.  
Le premier numéro The Black Box ainsi que le deuxième The White Box tournaient majoritairement autour du lieu d'origine, Aspen dans le Colorado, l'architecture de la station, les festivals de musique et cinéma qu'il y avait eu sur place, la vie sauvage à la montagne, le ski etc.  
Le troisième numéro The Pop Art issue créé en 1966 par Andy Warhol et David Dalton fut d'un tout nouveau genre avec une publication 100 % Pop Art, consacrée à l'art new-yorkais et à sa scène de la contreculture.
La quatrième publication The McLuhan issue, publié en 1967, conçu par Quentin Fiore fut consacré au Marshall McLuhan et à sa théorie selon laquelle « Le message, c'est le médium » traitant d'une société basée sur les médias.
La publication suivante fut un double numéro, The Minimalism issue consacré à l'art conceptuel, au minimalisme et à la théorie critique postmoderne. Le numéro suivant  (dit 6A) The Performance Art issue était un numéro gratuit envoyé à tous les abonnés, traitant de la scène de l'art et de la performance, centrée sur la Judson Gallery à New York.   
Aspen no 7, The British issue était consacré à l'exploration de nouvelles voies dans la culture et l'art anglais. Le numéro huit, conçu par Georges Maciunas et édité par Dan Graham, The Fluxus issue était entièrement consacré au mouvement Fluxus.  
L'avant dernière publication (Aspen no 9), The Psychedelic issue se consacra à l'approfondissement du mouvement psychédélique, lié à la drogue, dans l'art et la littérature.  
Le dernier numéro, The Asia issue, traita de l'art et de la philosophie asiatique.
Parmi les participations au magazine, on compte aussi des essais critiques de Roland Barthes et Susan Sontag ; une sculpture en plusieurs parties de Tony Smith; des enregistrements sonores, accompagnés des partitions imprimées, de John Cage, Morton Feldman et La Monte Young ; des films de Robert Rauschenberg et Hans Richter ; Unfinished Music No.2: Life with the Lions de Yoko Ono et John Lennon et un extrait en pré-publication du roman Crash de J. G. Ballard.